# Sergej Ovtsjinnikov
Sergej Ivanovitsj Ovtsjinnikov (Russisch: Сергей Иванович Овчинников) (Moskou, 10 november 1970) is een Russisch voetballer. Hij begon zijn carrière in 1990 bij Dinamo Soechoemi als doelman. Het was ook onderdeel van het Russisch voetbalelftal. In 2007 werd hij voetbaltrainer.
Tot 2016 was hij de keeperstrainer van het Russisch voetbalelftal.
1 Charin ·
2 Tetradze ·
3 Nikiforov ·
4 Tsymbalar ·
5 Kovtoen ·
6 Karpin ·
7 Onopko  ·
8 Kantsjelskis ·
9 Kolyvanov ·
10 Mostovoj ·
11 Kirjakov ·
12 Tsjertsjesov ·
13 Boesjmanov ·
14 Dobrovolski ·
15 Sjalimov ·
16 Simoetenkov ·
17 Bjestsjastnik ·
18 Janovski ·
19 Radimov ·
20 Gorloekovitsj ·
21 Chochlov ·
22 Ovtsjinnikov ·
Coach: Romantsev
1 Ovtsjinnikov ·
2 Radimov ·
3 Sytsjov ·
4 Smertin  ·
5 Karjaka ·
6 Semsjov ·
7 Izmailov ·
8 Goesev ·
9 Boelykin ·
10 Mostovoj ·
11 Kerzjakov ·
12 Malafejev ·
13 Sjaronov ·
14 Anjoekov ·
15 Alenitsjev ·
16 Jevsejev ·
17 Sennikov ·
18 Kirisjenko ·
19 Bystrov ·
20 Loskov ·
21 Boegajev ·
22 Aldonin ·
23 Akinfejev ·
Coach: Jartsev